# 茨城県立水戸特別支援学校
茨城県立水戸特別支援学校（いばらきけんりつ みととくべつしえんがっこう）は、茨城県水戸市吉沢町にある公立特別支援学校。

## 概要
茨城県立水戸特別支援学校は、肢体が不自由な児童生徒に教育を施すため1962年4月に開校した。茨城県内で3校設置されている肢体不自由特別支援学校の一つである。

## 設置学部
- 小学部
- 中学部
- 高等部

## 沿革
- 1962年
  - 4月1日 - 茨城県立養護学校（肢体不自由教育）、友部分校（病弱・虚弱児教育）開校
  - 12月4日 - 開校式を挙行 この日を創立記念日と制定
- 1970年4月1日 - 茨城県立水戸養護学校と改称
- 1972年4月1日 - 高等部設置
- 1973年2月15日 - 創立10周年記念事業並びに式典を挙行 5月4日に創立記念日を変更
- 1979年4月1日 - ひばり分校開設
- 1982年4月1日 - 友部分校が友部東養護学校として独立
- 1991年4月1日 - ひばり分校の校名を吉沢分校に変更
- 2009年3月31日 - 吉沢分校廃止
- 2012年4月1日 - 校名を茨城県立水戸特別支援学校に変更

## 校訓
- 明るく・清く・たくましく